# Liste du patrimoine immobilier classé de Bertrix
Cette page regroupe l'ensemble du patrimoine immobilier classé de la commune belge de Bertrix.
| Objet | Année de construction / Architecte | Adresse                                                         | Section communale | Coordonnées                      | Numéro d’inventaire | Illustration                                                                  |
| --- | ---------------------------------- | --------------------------------------------------------------- | ----------------- | -------------------------------- | ------------------- | ----------------------------------------------------------------------------- |
| Lavoir sis rue de Bruhaimont, actuellement rue des Fanges |                                    | Rue de Bruhaimont, actuellement rue des Fanges                  |                   | 49° 51′ 50″ nord, 5° 15′ 10″ est | 84009-CLT-0001-01   | Image manquanteTéléverser                                                     |
| Edifice rural sis rue du Terme, 21 |                                    | Rue du Terme 21                                                 |                   | 49° 48′ 53″ nord, 5° 11′ 05″ est | 84009-CLT-0003-01   | Image manquanteTéléverser                                                     |
| Lavoir public, à proximité de l'église |                                    |                                                                 |                   | 49° 48′ 55″ nord, 5° 10′ 56″ est | 84009-CLT-0004-01   | Image manquanteTéléverser                                                     |
| L'église Saint-Remi (M) de Cugnon et ensemble formé par l'église précitée, le cimetière qui l'entoure et son mur de clôture, la maison communale, le terrain vague, planté d'arbres, situé entre la route et le cimetière, le presbytère et le jardin qui l'environne (S) |                                    |                                                                 | Cugnon            | 49° 48′ 07″ nord, 5° 12′ 11″ est | 84009-CLT-0005-01   | Église Saint-Remi de Cugnon, cimetière et alentours                           |
| Immeuble Roussel, actuellement ferme |                                    | Mortehan, rue de la Semois, 2                                   | Cugnon            | 49° 48′ 02″ nord, 5° 12′ 37″ est | 84009-CLT-0009-01   | Ferme Roussel                                                                 |
| Edifice rural sis au bord de la Semois, actuellement ferme |                                    | Rue de la Semois, n°s 9-11                                      |                   | 49° 48′ 03″ nord, 5° 12′ 35″ est | 84009-CLT-0012-01   | Image manquanteTéléverser                                                     |
| Exploitation agricole sise au hameau de Mortehan, actuellement ferme |                                    | Rue de l'Eglise n° 30                                           |                   | 49° 47′ 59″ nord, 5° 12′ 36″ est | 84009-CLT-0014-01   | Image manquanteTéléverser                                                     |
| Bâtiments formant extension de l'exploitation agricole sise n°23 |                                    | Rue de l'Eglise n° 32, extension du n° 30                       |                   | 49° 48′ 00″ nord, 5° 12′ 36″ est | 84009-CLT-0015-01   | Image manquanteTéléverser                                                     |
| Bâtiment rural sis rue de Linglé n° 34 (actuellement rue de Linglé, n° 7) |                                    | Rue de Linglé n° 34, actuellement rue de Linglé n° 7            |                   | 49° 48′ 02″ nord, 5° 12′ 39″ est | 84009-CLT-0016-01   | Bâtiment rural sis rue de Linglé n° 34 (actuellement rue de Linglé, n° 7)     |
| Immeuble, rue du Moulin, actuellement ferme |                                    | Rue du Moulin, 7                                                | Cugnon            | 49° 48′ 03″ nord, 5° 12′ 07″ est | 84009-CLT-0017-01   | Ferme, rue du Moulin                                                          |
| Exploitation agricole sise sous l'Eglise (actuellement ferme (et annexe démolie) |                                    | Rue de Linglé n° 3                                              |                   | 49° 48′ 03″ nord, 5° 12′ 40″ est | 84009-CLT-0019-01   | Image manquanteTéléverser                                                     |
| Edifice rural sis 14, place Chanoine Jean Pierlot |                                    | Place Chanoine Jean Pierlot 14                                  |                   | 49° 48′ 09″ nord, 5° 12′ 09″ est | 84009-CLT-0020-01   | Image manquanteTéléverser                                                     |
| Edifice rural sis 29 |                                    | Rue de la Chapelle 29, actuellement n° 4                        |                   | 49° 48′ 08″ nord, 5° 12′ 14″ est | 84009-CLT-0022-01   | Image manquanteTéléverser                                                     |
| Les croix et le mur de l'ancien cimetière (M) et l'ensemble formé par le mur, les croix et le terrain sur lequel ils se trouvent (S) |                                    | Mortehan                                                        | Cugnon            | 49° 48′ 03″ nord, 5° 12′ 32″ est | 84009-CLT-0023-01   | Ancien cimetière                                                              |
| Ancien lit de la Semois et alentours, dits la Noue |                                    | Mortehan                                                        | Cugnon            | 49° 48′ 03″ nord, 5° 12′ 33″ est | 84009-CLT-0024-01   | La Noue : ancien lit de la Semois et alentours                                |
| Les croix du cimetière franco-allemand (M) et l'ensemble formé par le cimetière et ses abords (S) |                                    |                                                                 |                   | 49° 53′ 07″ nord, 5° 15′ 57″ est | 84009-CLT-0025-01   | Image manquanteTéléverser                                                     |
| Totalité du château de Gerlache à Biourge et ses dépendances, rue de Rossart (M) et ensemble formé par ce château et ses abords (S) |                                    | Rue de Rossart, Biourge                                         |                   | 49° 50′ 32″ nord, 5° 19′ 32″ est | 84009-CLT-0026-01   | Image manquanteTéléverser                                                     |
| Les étangs de Luchy (+ LIBRAMONT-CHEVIGNY/Recogne) |                                    |                                                                 |                   | 49° 53′ 29″ nord, 5° 18′ 53″ est | 84009-CLT-0027-01   | Image manquanteTéléverser                                                     |
| L'église Saint Jean-Baptiste (M) et ensemble formé par l'église, l'allée de hêtres et les abords (S) |                                    |                                                                 |                   | 49° 48′ 57″ nord, 5° 10′ 53″ est | 84009-CLT-0028-01   | Image manquanteTéléverser                                                     |
| Edifice rural sis rue de la Forteresse 15 (actuellement ferme, rue de la Forteresse, n° 1) |                                    | Rue de la Forteresse 15, actuellement rue de la Forteresse n° 1 |                   | 49° 48′ 09″ nord, 5° 12′ 08″ est | 84009-CLT-0029-01   | Image manquanteTéléverser                                                     |
| Église Saint-Hubert |                                    | Mortehan                                                        | Cugnon            | 49° 48′ 01″ nord, 5° 12′ 37″ est | 84009-CLT-0030-01   | Église Saint-Hubert                                                           |
| Ferme, rue de la Semois |                                    | Mortehan, rue de la Semois, 4                                   | Cugnon            | 49° 48′ 02″ nord, 5° 12′ 37″ est | 84009-CLT-0031-01   | Ferme, rue de la Semois                                                       |
| Ensemble de maisons imbriquées, actuellement fermes |                                    | Mortehan, rue de la Semois, 5 et 7                              | Cugnon            | 49° 48′ 03″ nord, 5° 12′ 35″ est | 84009-CLT-0032-01   | Ensemble de maisons imbriquées, actuellement fermes                           |
| L'édicule et le mur de jardin de la ferme sise rue de la Semois, 5 à Mortehan |                                    | Mortehan, rue de la Semois, 5                                   | Cugnon            | 49° 48′ 03″ nord, 5° 12′ 35″ est | 84009-CLT-0033-01   | L'édicule et le mur de jardin de la ferme sise rue de la Semois, 5 à Mortehan |